# Société d'Arcueil
La Société d'Arcueil est un cercle de scientifiques français qui se réunit dans les années 1806 à 1822 (mort de Berthollet), le dimanche dans le village d'Arcueil au sud de Paris. Les réunions du cercle ont lieu soit chez  Laplace, soit chez  Berthollet, qui ont des maisons voisines dans ce bourg (Laplace en 1801, Berthollet en 1806), aujourd'hui situées rue Berthollet.
Lors des réunions, les savants lisent des mémoires, comme à l'Académie des sciences. Gay-Lussac, puis  Malus, y présentent pour la première fois des mémoires qui deviendront célèbres. Il y avait aussi des laboratoires de physique et de chimie à disposition. Cette société savante a produit les trois Mémoires de physique et de chimie de la Société d'Arcueil.

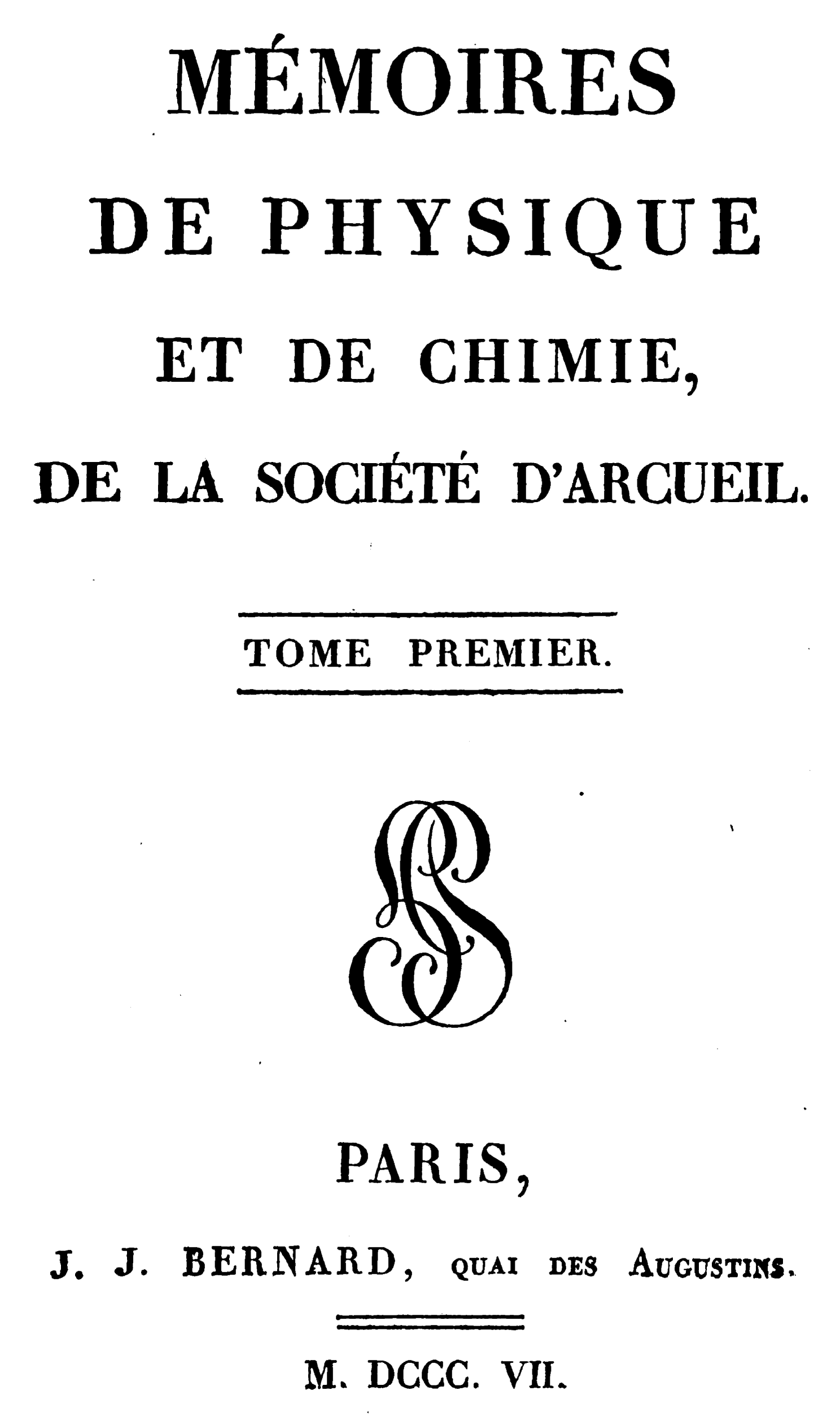
Page d'accueil Volume No 1 1807

## Participants réguliers de la Société d'Arcueil
- Pierre-Simon de Laplace.
- Claude Louis Berthollet.
- Étienne Louis Malus.
- Louis Joseph Gay-Lussac.
- Jean-Baptiste Biot.

- Augustin Pyramus de Candolle
- Hyppolyte Victor Collet-Descotils
- Alexander von Humboldt
- Louis Jacques Thenard

- Dominique François Jean Arago
- Jacques Étienne Bérard (1789-1869)
- Jean-Antoine Chaptal
- Pierre Louis Dulong
- Siméon Denis Poisson
- Joseph de Yriarte